# World Games 2017/Inline-Speedskating
Bei den World Games 2017 wurden vom 21. bis 25. Juli 2017 insgesamt 18 Wettbewerbe im Inline-Speedskating durchgeführt.

## Wettbewerbe und Zeitplan
| Wettbewerbe                    | Juli | Juli | Juli | Juli | Juli |
| Damen                          | 21.  | 22.  | 23.  | 24.  | 25.  |
| ------------------------------ | ---- | ---- | ---- | ---- | ---- |
| 300 m Zeitfahren (Bahn)        |      |      |      |      |      |
| 500 m Sprint (Bahn)            |      |      |      |      |      |
| 1000 m Sprint (Bahn)           |      |      |      |      |      |
| 10.000 m Punkterennen (Bahn)   |      |      |      |      |      |
| 15.000 m Rennen (Bahn)         |      |      |      |      |      |
| 200 m Zeitfahren (Straße)      |      |      |      |      |      |
| 500 m Sprint (Straße)          |      |      |      |      |      |
| 10.000 m Punkterennen (Straße) |      |      |      |      |      |
| 20.000 m Rennen (Straße)       |      |      |      |      |      |
| Herren                         | 21.  | 22.  | 23.  | 24.  | 25.  |
| 300 m Zeitfahren (Bahn)        |      |      |      |      |      |
| 500 m Sprint (Bahn)            |      |      |      |      |      |
| 1000 m Sprint (Bahn)           |      |      |      |      |      |
| 10.000 m Punkterennen (Bahn)   |      |      |      |      |      |
| 15.000 m Rennen (Bahn)         |      |      |      |      |      |
| 200 m Zeitfahren (Straße)      |      |      |      |      |      |
| 500 m Sprint (Straße)          |      |      |      |      |      |
| 10.000 m Punkterennen (Straße) |      |      |      |      |      |
| 20.000 m Rennen (Straße)       |      |      |      |      |      |

|  | Qualifikation |  | Finale |

## Ergebnisse Damen

### Bahn

#### 300 m Zeitfahren
| Platz | Land | Sportlerin        | Zeit (s) |
| ----- | ---- | ----------------- | -------- |
| 1     | COL  | Geiny Pájaro      | 26,453   |
| 2     | KOR  | An Yi-seul        | 26,529   |
| 3     | BEL  | Sandrine Tas      | 26,544   |
| 4     | CHI  | María Moya        | 26,738   |
| 5     | GER  | Laethisia Schimek | 26,978   |
| 6     | ARG  | Rocío Berbel Alt  | 26,998   |
| 7     | ITA  | Giulia Bongiorno  | 27,073   |
| 8     | TPE  | Yang Ho-chen      | 27,137   |
| 9     | USA  | Erin Jackson      | 27,183   |
| 10    | TPE  | Li Meng-chu       | 27,213   |
| 11    | VEN  | Solimar Vivas     | 27,456   |
|       | ECU  | Ingrid Factos     | DSQ      |

#### 500 m Sprint
| Platz | Land | Sportlerin       | Zeit (s) |
| ----- | ---- | ---------------- | -------- |
| 1     | ITA  | Giulia Bonechi   | 44,124   |
| 2     | COL  | Fabrianna Arias  | 44,240   |
| 3     | ITA  | Giulia Bongiorno | 44,274   |
| 4     | TPE  | Yang Ho-chen     | 44,443   |
| 5     | ARG  | Rocío Berbel Alt | 45,480   |
| 6     | ESP  | Sheila Posada    | 45,666   |
| 7     | KOR  | An Yi-seul       | DNF      |
| 7     | USA  | Erin Jackson     | DNF      |

Bei den Plätzen 4 bis 8 wurden die Zeiten der Halbfinals angegeben.

#### 1000 m Sprint
| Platz | Land | Sportlerin           | Zeit (min) |
| ----- | ---- | -------------------- | ---------- |
| 1     | BEL  | Sandrine Tas         | 1:31,618   |
| 2     | COL  | Fabriana Arias       | 1:31,861   |
| 3     | CHI  | Alejandra Traslaviña | 1:31,903   |
| 4     | BEL  | Anke Vos             | 1:32,055   |
| 5     | ARG  | Rocío Berbel Alt     | 1:32,241   |
| 6     | TPE  | Li Meng-chu          | 1:32,560   |
| 7     | ECU  | Ingrid Factos        | 1:33,040   |
| 8     | COL  | Geiny Pájaro         | 1:37,504   |

#### 10.000 m Punkterennen
| Platz | Land | Sportlerin           | Punkte |
| ----- | ---- | -------------------- | ------ |
| 1     | COL  | Fabriana Arias       | 23     |
| 2     | BEL  | Sandrine Tas         | 15     |
| 3     | TPE  | Yang Ho-chen         | 10     |
| 4     | TPE  | Li Meng-chu          | 4      |
| 5     | ITA  | Giulia Lollobrigida  | 2      |
| 6     | CHI  | Alejandra Traslaviña | 2      |
| 7     | POL  | Aleksandra Goss      | 2      |
| 8     | ESP  | Maite Ancin          | 1      |

#### 15.000 m Rennen
| Platz | Land | Sportlerin     | Zeit (min) |
| ----- | ---- | -------------- | ---------- |
| 1     | COL  | Fabriana Arias | 26:25,536  |
| 2     | BEL  | Sandrine Tas   | 26:25,550  |
| 3     | GER  | Mareike Thum   | 26:26,079  |
| 4     | TPE  | Li Meng-chu    | 26:29,267  |
| 5     | TPE  | Yang Ho-chen   | 26:37,820  |

### Straße

#### 200 m Zeitfahren
| Platz | Land | Sportlerin         | Zeit (s) |
| ----- | ---- | ------------------ | -------- |
| 1     | CHI  | María Moya         | 18,840   |
| 2     | TPE  | Chen Ying-chu      | 18,977   |
| 3     | KOR  | An Yi-seul         | 19,091   |
| 4     | COL  | Geiny Pájaro       | 19,116   |
| 5     | ARG  | Rocío Berbel Alt   | 19,225   |
| 6     | USA  | Erin Jackson       | 19,315   |
| 7     | GUA  | Dalia Soberanis    | 19,318   |
| 8     | ITA  | Giulia Bongiorno   | 19,387   |
| 9     | ARG  | Victoria Rodríguez | 19,422   |
| 10    | VEN  | Solimar Vivas      | 19,492   |
| 11    | ECU  | Ingrid Factos      | 19,551   |
| 12    | BEL  | Sandrine Tas       | 19,657   |

#### 500 m Sprint
| Platz | Land | Sportlerin       | Zeit (s) |
| ----- | ---- | ---------------- | -------- |
| 1     | GER  | Mareike Thum     | 46,573   |
| 2     | TPE  | Chen Ying-chu    | 46,742   |
| 3     | ARG  | Rocío Berbel Alt | 46,742   |
| 4     | ITA  | Giulia Bonechi   | 46,907   |
| 5     | COL  | Fabriana Arias   | 46,294   |
| 6     | COL  | Johana Viveros   | 47,070   |
| 7     | BEL  | Anke Vos         | 46,661   |
| 8     | ESP  | Sheila Posada    | 47,185   |

Bei den Plätzen 4 bis 8 wurden die Zeiten aus den Halbfinals angegeben.

#### 10.000 m Punkterennen
| Platz | Land | Sportlerin         | Punkte |
| ----- | ---- | ------------------ | ------ |
| 1     | COL  | Fabriana Arias     | 14     |
| 2     | BEL  | Sandrine Tas       | 11     |
| 3     | COL  | Johana Viveros     | 9      |
| 4     | TPE  | Yang Ho-chen       | 6      |
| 5     | GER  | Mareike Thum       | 5      |
| 6     | ARG  | Rocío Berbel Alt   | 3      |
| 7     | FRA  | Clémence Halbout   | 3      |
| 8     | ESP  | Maite Ancin        | 1      |
| 9     | CHI  | Catherinne Peñán   | 1      |
| 10    | FRA  | Juliette Pouydebat | 1      |

#### 20.000 m Rennen
| Platz | Land | Sportlerin     | Zeit (min) |
| ----- | ---- | -------------- | ---------- |
| 1     | COL  | Johana Viveros | 33:03,821  |
| 2     | BEL  | Sandrine Tas   | 33:03,911  |
| 3     | GER  | Mareike Thum   | 33:03,943  |
| 4     | COL  | Fabriana Arias | 33:04,081  |
| 5     | TPE  | Li Meng-chu    | 33:04,575  |

## Ergebnisse Herren

### Bahn

#### 300 m Zeitfahren
| Platz | Land | Sportler            | Zeit (s) |
| ----- | ---- | ------------------- | -------- |
| 1     | GER  | Simon Albrecht      | 24,353   |
| 2     | COL  | Andrés Jiménez      | 24,435   |
| 3     | FRA  | Gwendal Le Pivert   | 24,461   |
| 4     | ECU  | Jhoan Guzmán        | 24,566   |
| 5     | CHI  | Lucas Silva         | 24,738   |
| 6     | FRA  | Elton De Souza      | 24,780   |
| 7     | TPE  | Kao Mao-chieh       | 24,950   |
| 8     | TPE  | Huang Yu-lin        | 25,030   |
| 9     | POR  | Diogo Marreiros     | 25,667   |
| 10    | SUI  | Livio Wenger        | 25,728   |
| 11    | ARG  | Ezequiel Cappellano | 25,788   |
| 12    | ITA  | Stefano Mareschi    | 25,800   |

#### 500 m Sprint
| Platz | Land | Sportler          | Zeit (s) |
| ----- | ---- | ----------------- | -------- |
| 1     | GER  | Simon Albrecht    | 41,687   |
| 2     | VEN  | Jhoan Guzmán      | 41,785   |
| 3     | CHI  | Lucas Silva       | 41,905   |
| 4     | COL  | Andrés Jiménez    | DSQ      |
| 5     | FRA  | Gwendal Le Pivert | 41,466   |
| 6     | FRA  | Elton De Souza    | 41,666   |
| 7     | ITA  | Stefano Mareschi  | 42,924   |
| 8     | TPE  | Kao Mao-chieh     | 43,118   |

Bei den Plätzen 4 bis 8 wurden die Zeiten der Halbfinals angegeben.

#### 1000 m Sprint
| Platz | Land | Sportler          | Zeit (min) |
| ----- | ---- | ----------------- | ---------- |
| 1     | COL  | Andrés Jiménez    | 1:24,056   |
| 2     | BEL  | Bart Swings       | 1:24,090   |
| 3     | FRA  | Elton De Souza    | 1:24,112   |
| 4     | VEN  | Jhoan Guzmán      | 1:24,389   |
| 5     | POR  | Diogo Marreiros   | 1:24,851   |
| 6     | MEX  | Mike Paez         | 1:25,372   |
| 7     | NZL  | Peter Michael     | 1:25,684   |
| 8     | FRA  | Gwendal Le Pivert | 1:29,583   |

#### 10.000 m Punkterennen
| Platz | Land | Sportler         | Punkte |
| ----- | ---- | ---------------- | ------ |
| 1     | ARG  | Ken Kuwada       | 13     |
| 2     | SUI  | Livio Wenger     | 11     |
| 3     | MEX  | Mike Paez        | 9      |
| 4     | FRA  | Ewen Fernandez   | 7      |
| 5     | ITA  | Daniel Niero     | 5      |
| 6     | ECU  | Jorge Bolaños    | 5      |
| 7     | GER  | Felix Rijnhen    | 4      |
| 8     | ITA  | Stefano Mareschi | 2      |

#### 15.000 m Rennen
| Platz | Land | Sportler       | Zeit (min) |
| ----- | ---- | -------------- | ---------- |
| 1     | FRA  | Elton De Souza | 23:11,759  |
| 2     | GER  | Felix Rijnhen  | 23:12,992  |
| 3     | NZL  | Peter Michael  | 23:25,506  |
| 4     | FRA  | Ewen Fernandez | 23:25,832  |
| 5     | ITA  | Daniel Niero   | 23:26,510  |

### Straße

#### 200 m Zeitfahren
| Platz | Land | Sportler          | Zeit (s) |
| ----- | ---- | ----------------- | -------- |
| 1     | ESP  | Ioseba Fernandez  | 16,897   |
| 2     | GER  | Simon Albrecht    | 16,907   |
| 3     | FRA  | Gwendal Le Pivert | 16,930   |
| 4     | MEX  | Jorge Martínez    | 17,040   |
| 5     | COL  | Edwin Estrada     | 17,140   |
| 6     | TPE  | Kao Mao-chieh     | 17,280   |
| 7     | NED  | Ronald Mulder     | 17,299   |
| 8     | CHI  | Emanuelle Silva   | 17,327   |
| 9     | COL  | Andrés Jiménez    | 17,400   |
| 10    | VEN  | Jhoan Guzmán      | 17,442   |
| 11    | NED  | Michel Mulder     | 17,468   |
| 12    | CHI  | Lucas Silva       | 17,911   |

#### 500 m Sprint
| Platz | Land | Sportler          | Zeit (s) |
| ----- | ---- | ----------------- | -------- |
| 1     | FRA  | Gwendal Le Pivert | 42,218   |
| 2     | COL  | Edwin Estrada     | 42,249   |
| 3     | VEN  | Jhoan Guzmán      | 42,405   |
| 4     | GER  | Simon Albrecht    | 42,799   |
| 5     | FRA  | Elton De Souza    | 42,201   |
| 6     | ITA  | Giuseppe Bramante | 42,411   |
| 7     | COL  | Andrés Jiménez    | 42,944   |
| 8     | CHI  | Lucas Silva       | 52,616   |

Bei den Plätzen 4 bis 8 wurden die Zeiten aus den Halbfinals angegeben.

#### 10.000 m Punkterennen
| Platz | Land | Sportler       | Punkte |
| ----- | ---- | -------------- | ------ |
| 1     | BEL  | Bart Swings    | 13     |
| 2     | ITA  | Daniel Niero   | 9      |
| 3     | ESP  | Patxi Peula    | 5      |
| 4     | FRA  | Ewen Fernandez | 5      |
| 5     | ECU  | Jorge Bolaños  | 4      |
| 6     | NZL  | Peter Michael  | 4      |
| 7     | SUI  | Livio Wenger   | 4      |
| 8     | ARG  | Kudawa Ken     | 3      |
| 9     | GER  | Felix Rijnhen  | 3      |
| 10    | AUS  | Liam Garriga   | 1      |

#### 20.000 m Rennen
| Platz | Land | Sportler       | Zeit (min) |
| ----- | ---- | -------------- | ---------- |
| 1     | BEL  | Bart Swings    | 28:21,998  |
| 2     | ITA  | Daniel Niero   | 28:22,268  |
| 3     | ESP  | Patxi Peula    | 28:22,548  |
| 4     | FRA  | Ewen Fernandes | 28:22,642  |
| 5     | NZL  | Peter Michael  | 28:31,813  |

## Medaillenspiegel
| Medaillenspiegel | Medaillenspiegel  | Medaillenspiegel | Medaillenspiegel | Medaillenspiegel | Medaillenspiegel |
| Platz            | Land              | G                | S                | B                | Gesamt           |
| ---------------- | ----------------- | ---------------- | ---------------- | ---------------- | ---------------- |
| 01               | Kolumbien         | 6                | 4                | 1                | 11               |
| 02               | Belgien           | 3                | 5                | 1                | 9                |
| 03               | Deutschland       | 3                | 2                | 2                | 7                |
| 04               | Frankreich        | 2                | 0                | 3                | 5                |
| 05               | Italien           | 1                | 2                | 1                | 4                |
| 06               | Chile             | 1                | 0                | 2                | 3                |
| 06               | Spanien           | 1                | 0                | 2                | 3                |
| 08               | Argentinien       | 1                | 0                | 1                | 2                |
| 09               | Chinesisch Taipeh | 0                | 2                | 1                | 3                |
| 10               | Südkorea          | 0                | 1                | 1                | 2                |
| 10               | Venezuela         | 0                | 1                | 1                | 2                |
| 12               | Schweiz           | 0                | 1                | 0                | 1                |
| 13               | Mexiko            | 0                | 0                | 1                | 1                |
| 13               | Neuseeland        | 0                | 0                | 1                | 1                |
| Total            | Total             | 18               | 18               | 18               | 54               |